# Marek Plašil
Marek Plašil (* 19. prosince 1985 v Hradci Králové) je český fotbalový obránce, od srpna 2011 působící v týmu FC Hradec Králové. Jeho bratr Jaroslav je bývalý fotbalový reprezentant. Jeho fotbalovým vzorem je brazilský obránce Dani Alves.

## Klubová kariéra
Svoji fotbalovou kariéru začal v Sokolu Černíkovice, odkud v mládeži přestoupil nejprve do Spartaku Rychnova nad Kněžnou a později ve svých 14 letech do mužstva SK Hradec Králové.

### FC Hradec Králové
V roce 2003 debutoval v prvního týmu Hradce Králové. Za "Votroky" nastupoval ve 2. lize, ale příliš se neprosadil. Na jaře 2007 proto hostoval v klubu FK Hvězda Cheb, podzimní část sezony 2007/08 strávil na hostování v mužstvu 1. FK Příbram. V létě 2008 Hradec definitivně opustil.

### FK Hvězda Cheb (hostování)
Před jarní částí ročníku 2006/07 zamířil hostovat do celku FK Hvězda Cheb, která tehdy byla nováčkem České fotbalové ligy. V Chebu působil půl roku.

### 1. FK Příbram
V létě 2007 se stal novou posilou celku 1. FK Příbram, kde na podzim 2007 hostoval. Během této doby nastoupil osmi ligovým zápasům, ve kterých se střelecky neprosadil.
Před ročníkem 2008/09 se půl roce stráveném opět v Hradci Králové, vrátil tentokrát již na přestup do Příbrami. Celek se tehdy po jednom ročníku stráveném ve druhé nejvyšší soutěži vrátil do 1. ligy. Celkem za klub během tří let odehrál 77 utkání v lize a vsítil dva góly.

### FC Hradec Králové (návrat)
Před sezonou 2011/12 v Příbrami skončil a preferoval zahraniční angažmá. Nakonec v srpnu 2011 přestoupil zpět do FC Hradec Králové a podepsal dvouletý kontrakt s následnou opcí.

#### Sezona 2011/12
Obnovenou premiéru v královéhradeckém dresu si připsal v 1. české lize 28. 8. 2011 v 5. kole shodou náhod proti 1. FK Příbram (prohra 0:1), když v 51. minutě vystřídal Radka Hochmeistera. Svůj první gól v sezoně a zároveň po návratu do týmu Votroků vsítil 4. prosince 2011 v ligovém utkání 16. kola proti mužstvo FK Teplice (výhra 3:2), ve 33. minutě vyrovnával na 1:1. Celkem v sezoně 2011/12 odehrál 22 ligových utkání.

#### Sezona 2012/13
7. 3. 2013 vstřelil v utkání s mužstvem FK Mladá Boleslav ve 45. minutě gól na 2:1, zápas nakonec skončil remízou 2:2. S klubem sestoupil v ročníku 2012/13 do 2. ligy. Dohromady v sezoně nastoupil k 12 utkáním v lize.

#### Sezona 2013/14
Svoji první branku v ročníku dal v 10. kole proti FK Baník Most (výhra 4:1). 12. října 2013 vstřelil v následujícím kole úvodní gól zápasu na půdě FC Graffin Vlašim, střetnutí nakonec skončilo remízou 1:1. V sezoně postoupil s Hradcem Králové zpět do nejvyšší soutěže. Celkem v ročníku 2013/14 odehrál sedmadvacet ligových střetnutí.

#### Sezona 2014/15
Jedinou branku v sezoně vsítil proti klubu SK Slavia Praha (remíza 1:1) v 15. kole hraném 23. listopadu 2014, prosadil se v 55. minutě. V sezoně, kdy se klub vrátil do 2. ligy, odehrál 15 utkání v lize.

#### Sezona 2015/16
V ročníku 2015/16 se za mužstvo gólově neprosadil. S mužstvem postoupil zpět do české nejvyšší soutěže, když jeho klub ve 28. kole hraném 17. 5. 2016 porazil FK Baník Sokolov 2:0 a 1. SC Znojmo, které bylo v tabulce na třetí pozici, prohrálo s FC Sellier & Bellot Vlašim. Dohromady si v sezoně připsal 19 ligových startů.

#### Sezona 2016/17
Před ročníkem 2016/17 byl spoluhráči zvolen společně s Tomášem Holešem za asistenta tehdy nového kapitána Pavla Černého. Svůj první gól v ročníku vstřelil v 7. kole hraném 17. září 2016 proti brněnské Zbrojovce, když v 88. minutě vyrovnal po standardní situaci na konečných 1:1.